# キャプテン・コールド
キャプテン・コールド（英: Captain Cold）は、DCコミックスの出版するアメリカン・コミックスに登場する架空のスーパーヴィラン。ジョン・ブルームとカーマイン・インファンティーノによって創造され、1957年の"Showcase #8"で初登場した。ザ・フラッシュの宿敵。

## ドラマ
超音速ヒーロー ザ・フラッシュ (1990年)
演 - マイケル・チャンピオン (Michael Champion)
第17話「暗黒街の殺し屋 (原題:Captain Cold)」に登場。
THE FLASH/フラッシュ (2014年-現在)
演 - ウェントワース・ミラー、日本語吹替 - 東地宏樹
レジェンド・オブ・トゥモロー (2016年-現在)
演 - ウェントワース・ミラー

## アニメ
ジャスティス・リーグ・アンリミテッド (2001年-2006年)
声 - レックス・ラング
第31話「Flash and Substance」でローグスの一員として登場。キャプテン・ブーメラン、ミラーマスターと共に「フラッシュ・ミュージアム」を襲撃した。
バットマン:ブレイブ&ボールド (2008年-2011年)
声 - スティーヴン・ブルーム、日本語吹替 - 園部啓一
第41話「スピードスターへのレクイエム」に登場。銀行強盗をしながらフラッシュが行方不明となったことを嘆いたが、終盤フラッシュがセントラル・シティに戻ってきた際には感激していた。
スーパーマン/バットマン:パブリック・エネミー (2009年)
声 - マイケル・ガフ 
ヤング・ジャスティス (2010年-現在)
声 - アラン・テュディック

## ゲーム
DCユニバース・オンライン
声 - ライアン・ウィッカーハム
インジャスティス2
声 - C・トーマス・ハウエル
2017年に発売された対戦型格闘ゲーム。プレイアブルキャラクターで登場している。